# Jatobá (kommun i Brasilien, Pernambuco, lat -9,22, long -38,21)
Jatobá är en kommun i Brasilien.   Den ligger i delstaten Pernambuco, i den östra delen av landet, 1 300 km nordost om huvudstaden Brasília. Antalet invånare är 13 982.
Följande samhällen finns i Jatobá:
- Jatobá

Omgivningarna runt Jatobá är huvudsakligen savann. Runt Jatobá är det ganska tätbefolkat, med 60 invånare per kvadratkilometer.